# Cyclommatus speciosus speciosus
Cyclommatus speciosus speciosus es una subespecie de coleóptero de la familia Lucanidae.

## Distribución geográfica
Habita en Bougainville (Papúa Nueva Guinea9.